# Terrafame
Terrafame Oy är ett 2015 grundat finländskt gruvindustri- och kemiföretag som äger Talvivaaragruvan och en fabrik för batterikemikalier i Sotkamo. Finländska staten äger cirka 71  procent av Terrafame Oy genom Suomen Malminjalostus Oy.
Terrafame har också fått tillstånd att utvinna uran som en biprodukt vid utvinning av andra metaller. Bolaget syftar till att självt förädla uranet till halvfabrikatet yellowcake (uranoxider).

## Historik
År 1977 upptäckte Geologiska forskningscentralen en malmfyndighet, som Outokumpu prospekterade på 1980-talet. Den bedömdes då inte vara brytvärd, men brytning startades 2008 av Talvivaara Kaivososakeyhtiö Oyj. Detta företag gick i konkurs 2015. Samma år grundades Terrafame, som övertog konkursboets tillgångar.
Terrafame började med att utvinna nickel, kobolt och zink. Senare, 2019, började också koppar utvinnas. I oktober 2018 beslöt bolaget att tillverka batterikemikalier genom bearbetning av nickelkoboltsulfid till nickelsulfat för tillverkning av litiumjonbatterier, och till koboltsulfat. År 2022 svarade tillverkning av batterikemikalier för omkring en tredjedel av omsättningen.